# ویلیس ۱۳۷۳۰
سیارک ۱۳۷۳۰ (به انگلیسی: 13730 Willis، نامگذاری:1998RE47) سیزده هزار و هفتصد و سی‌امین سیارک کشف شده‌است که در ۱۴ سپتامبر ۱۹۹۸ کشف شد.
قدر مطلق سیارک برابر ۱۶.۲ است.